# Balajt
Balajt község Borsod-Abaúj-Zemplén vármegyében, az Edelényi járásban.

## Fekvése
A megyeszékhelytől, Miskolctól 25 kilométerre északra, Edelény kelet-északkeleti szomszédságában, a Bódva folyó közelében fekszik.
A környező települések: észak felől Ládbesenyő (8 km), északnyugat felől Szendrőlád (kb. 10 km), délnyugat felől pedig Edelény (kb. 4 km), amely egyben a legközelebbi város is. Északkelet felől határos még Lakkal, kelet felől pedig Damakkal is, de e településekkel nincs közvetlen közúti kapcsolata.

### Megközelítése
Zsáktelepülés, közúton csak a 2615-ös útból kiágazó 26 135-ös számú mellékúton érhető el, Edelény irányából.

## Története
A településről az első okleveles említés 1263-ból maradt fenn. Neve kezdetben Valacht, később Balajth, Balayt formában fordul elő. Mint annyi más település az országban, ez is nevet adott a birtokló családnak. Urai kisebb-nagyobb megszakításokkal évszázadokon át a Balajtiak voltak. Birtokosai közül kiemelhető még a Szuhay-, a Kiskinizsi Nagy- és a XVIII., XIX. századból a Ragályi család. A helység híres szülötteinek sorából kiemelkedik Ragályi Tamás, aki az 1825-27. évi országgyűlésen Borsod vármegye követe és a reformok lelkes támogatója volt. 
Az oszmán uralom idején, Eger eleste után Balajt is hódoltsági faluvá vált. Ekkor terjedt el a protestantizmus, mely a török kiűzése után hanyatlásnak indult, de a lakosság több mint fele még a két világháború között is református volt. Mellettük csak a római katolikusok aránya volt számottevő. A XX. század első felében az 569 fős népesség döntően őstermelésből élt. Az akkori egyetlen iskola a református egyház kezében volt, és egy tanerővel, egy tanteremmel rendelkezett. Az iskolán kívüli népművelést a lelkész és a tanító látta el.
A település a rendszerváltást megelőző években közigazgatásilag Edelény része volt, de az 1994-es önkormányzati választásokkal újra önállóvá vált.
A Nyugati-Cserehát kistelepüléseinek, köztük Balajtnak is nagy gondot okoz a népesség elöregedése, kihalása. Balajton szerepet játszik ebben Edelény szomszédsága is, illetve általában véve a beköltözés a jobb munka- és életlehetőségeket ígérő városokba.

## Közélete

### Polgármesterei
- 1994–1998: Fodor Ferenc (MSZP)[3]
- 1998–2002: Kiss Ferenc (független)[4]
- 2002–2006: Kiss Ferenc (független)[5]
- 2006–2010: Kiss Ferenc (független)[6]
- 2010–2014: Szabó Zoltán (független)[7]
- 2014–2019: Szabó Árpád Zoltán (független)[8]
- 2019–2024: Szabó Zoltán (független)[9]
- 2024– : Szabó Zoltán (független)[1]

## Népesség
A település népességének változása:
| Lakosok száma | 480  | 479  | 487  | 499  | 502  | 523  | 508  |
|               | 2013 | 2014 | 2015 | 2021 | 2022 | 2023 | 2024 |

2001-ben a település lakosságának 95%-a vallotta magát magyar, 5%-a pedig cigány származásúnak.
A 2011-es népszámlálás során a lakosok 97,6%-a magyarnak, 59,3% cigánynak mondta magát (2,4% nem válaszolt; a kettős identitások miatt a végösszeg nagyobb lehet 100%-nál). A vallási megoszlás a következő volt: római katolikus 59,1%, református 25,1%, görögkatolikus 0,9%, felekezet nélküli 4,8% (9,7% nem válaszolt).
2022-ben a lakosság 93%-a vallotta magát magyarnak, 32,7% cigánynak, 0,2% románnak, 0,2% németnek, 0,6% egyéb, nem hazai nemzetiségűnek (6,8% nem nyilatkozott; a kettős identitások miatt a végösszeg nagyobb lehet 100%-nál). Vallásuk szerint 35,7% volt római katolikus, 17,1% egyéb katolikus, 12,7% református, 3,2% görög katolikus, 1,2% egyéb keresztény, 8,6% felekezeten kívüli (21,5% nem válaszolt).